# Shutendoji (manga)
Shutendoji (手天童子?) è un manga di Gō Nagai pubblicato dal 5 settembre 1976 al 30 aprile 1978, poi trasposto nel 1989 in una serie di 4 OAV dal titolo Shutendoji.

## Trama
Due giovani sposi sono in visita ad un tempio, quando due oni appaiono e si affrontano; uno dei due vince e decapita il nemico; poi apre la bocca estraendo un neonato e affidandolo ai due umani, dichiarando che tornerà a prenderlo dopo 15 anni. Passato quel periodo, il giovane Jiro Shutendo (cioè il neonato oramai cresciuto) si ritrova coinvolto in una guerra tra i discendenti degli antichi oni (come lui stesso) e un misterioso culto che adora divinità oscure e lo vuole distruggere.

## Volumi
| Nº | Titolo italiano Giapponese 「Kanji」 - Rōmaji | Data di prima pubblicazione       | Data di prima pubblicazione          |
| Nº | Titolo italiano Giapponese 「Kanji」 - Rōmaji | Giapponese                        | Italiano                             |
| 1  | Shutendoji 1 「手天童子 1」                   | 5 aprile 1977 ISBN 4061094386     | 25 giugno 2004 ISBN 978-4902751048   |
| 2  | Shutendoji 2 「手天童子 2」                   | 10 maggio 1977 ISBN 4061094394    | 8 settembre 2004 ISBN 978-4902751093 |
| 3  | Shutendoji 3 「手天童子 3」                   | 20 luglio 1977 ISBN 4061094475    | 15 dicembre 2004 ISBN 978-4902751154 |
| 4  | Shutendoji 4 「手天童子 4」                   | 20 agosto 1977 ISBN 4061094610    | 21 febbraio 2005 ISBN 978-4902751390 |
| 5  | Shutendoji 5 「手天童子 5」                   | 25 marzo 1978 ISBN 4061094734     | 21 febbraio 2005 ISBN 978-4902751406 |
| 6  | Shutendoji 6 「手天童子 6」                   | 25 giugno 1978 ISBN 4061725114    | 21 aprile 2005 ISBN 978-4902751413   |
| 7  | Shutendoji 7 「手天童子 7」                   | 25 luglio 1978 ISBN 4061725157    | 21 maggio 2005 ISBN 978-4902751420   |
| 8  | Shutendoji 8 「手天童子 8」                   | 20 settembre 1978 ISBN 4061725289 | 16 giugno 2005 ISBN 978-4902751437   |
| 9  | Shutendoji 9 「手天童子 9」                   | 25 novembre 1978 ISBN 4061725459  | 7 ottobre 2005 ISBN 978-4902751444   |

## Episodi
| Nº | Titolo italiano       | Prima edizione | Prima edizione |
| Nº | Titolo italiano       | Giapponese     |                |
| 1  | La trappola di Hyoki  | 1989           |                |
| 2  | La spada di luce      | 1989           |                |
| 3  | L'orco d'acciaio      | 1989           |                |
| 4  | L'inferno degli orchi | 1989           |                |